# Igreja Ortodoxa Antioquina São Jorge (Curitiba)
A Igreja Católica Ortodoxa Antioquina São Jorge,  também chamada de Igreja de São Jorge de Curitiba, é uma paróquia ortodoxa antioquina situada em Curitiba, capital do Paraná, na Rua Brigadeiro Franco, 375. Celebra-se nela o rito bizantino, em especial a Divina Liturgia de São João Crisóstomo, estando subordinada em território brasileiro à Arquidiocese Ortodoxa Antioquina de São Paulo e Todo o Brasil.

## História
Nos anos 1950, a comunidade ortodoxa antioquina de Curitiba sentia a necessidade em ser assistida por uma igreja própria, assim em 17 de fevereiro de 1954 foi adquirida pela comunidade um terreno onde foi construída uma casa de madeira onde poderia se celebrar a Divina Liturgia, que até então era realizada nas casas de membros da comunidade, tendo a sua conclusão em 1960 e consagração, por Dom Ignatios, Metropolita Ortodoxo de São Paulo e do Brasil, em 1962. A liderança religiosa dos trabalhos foi inicialmente encabeçada pelo Padre Lázaro e posteriormente por seu sucessor o Padre Antônio, que permaneceu à frente da paróquia de 1965 a 1998. Atualmente ali se encontra o Padre Samaan.